# 나가오역 (사가현)
나가오역(일본어: 永尾駅)은 일본 사가현 다케오시에 위치한 규슈 여객철도 사세보 선의 철도역이다. 상대식 승강장 2면 2선의 구조를 갖춘 지상역이다.

## 이용 현황
| 승차 인원 추이 | 승차 인원 추이 |
| 연도           | 1일 평균       |
| -------------- | -------------- |
| 2000           | 85             |
| 2001           | 84             |
| 2002           | 82             |
| 2003           | 70             |
| 2004           | 73             |
| 2005           | 76             |
| 2006           | 76             |
| 2007           | 68             |
| 2008           | 68             |
| 2009           | 67             |
| 2010           | 63             |
| 2011           | 54             |

## 역 주변
- 국도 제35호선

## 역사
- 1942년 9월 30일 : 나가오 신호장으로서 개설. 다이토 역의 전신, 다이토 신호장과 동시에 설치.
- 1949년 1월 15일 : 신호장에서 역으로 승격. 나가오역 개업.
- 1987년 4월 1일 : 일본국유철도 분할 민영화에 의해, 규슈 여객철도가 승계.

## 인접 역
| 큐슈여객철도 사세보 선 | 큐슈여객철도 사세보 선 | 큐슈여객철도 사세보 선 |
| ---------------------- | ---------------------- | ---------------------- |
| 다케오온센 고호쿠 방면 | ■ 사세보 선            | 미마사카 사세보 방면   |